# 科利斯尼基 (丘胡伊夫區)
49°44′42″N 36°6′24″E / 49.74500°N 36.10667°E
科利斯尼基（烏克蘭語：Колісники）是位於烏克蘭東部的村莊，由哈爾科夫州丘胡伊夫区的茲米伊夫市鎮負責管轄。該村始建於1680年，面積0.29平方公里，海拔高度104米，2001年人口90，人口密度每平方公里315.8人。